# 南華男子排球隊
南華男子排球隊（英語：SCAA Volleyball Team）是香港歷史悠久的南華體育會屬下的男子排球隊，現時為香港排球聯賽甲一及甲二組參賽球隊。

## 南華男子排球屬下梯隊
- 南華青年男子排球隊
- 南華青少年男子排球隊
- 南華少年男子排球隊